# Hindi
Pour les articles homonymes, voir Hindi (homonymie).
Cette page contient des caractères spéciaux ou non latins. S’ils s’affichent mal (▯, ?, etc.), consultez la page d’aide Unicode.
 (décembre 2008).
Si vous disposez d'ouvrages ou d'articles de référence ou si vous connaissez des sites web de qualité traitant du thème abordé ici, merci de compléter l'article en donnant les références utiles à sa vérifiabilité et en les liant à la section « Notes et références ».
Le hindi (autonyme : हिन्दी hindī) est une langue indo-européenne, issue d'une standardisation de la langue hindoustanie, utilisant abondamment du vocabulaire sanskritisant. Parlée essentiellement dans le nord et le centre de l'Inde, c'est une langue indo-européenne de la branche des langues indo-aryennes, qui en est la plus vaste famille, dérivée du sanskrit et de divers prâkrits, écrite la plupart du temps au moyen de l'alphasyllabaire devanagari, qui se lit et s'écrit de gauche à droite.
Le hindi, une des principales langues en Inde, est une des deux langues utilisées par le gouvernement fédéral avec l'anglais. Officiellement, le hindi devrait servir de lingua franca dans le pays, ce qui, dans les faits, n'est pas toujours le cas. En 2001, 41 % de la population indienne a déclaré avoir le hindi (ou un de ses dialectes) comme langue maternelle. Le hindi serait parlé en langue seconde par 20 à 25 % des Indiens, et son importance continue d'évoluer, car il est enseigné dans tous les États de l'Inde.
Avant la partition de 1947 entre l'Inde et le Pakistan, le hindi, langue officielle de l'Inde, et l'ourdou, langue officielle du Pakistan, constituaient une seule et même langue dans leur version familière appelée hindoustani. Cette version familière est toujours utilisée dans le cinéma indien en langue hindi dont fait partie Bollywood.
Dans leurs versions courante et soutenue le hindi s'écrit officiellement avec l'alphasyllabaire devanāgarī (de gauche à droite) et son vocabulaire provient essentiellement du sanskrit, alors que l'ourdou s'écrit au moyen de l'alphabet arabe (de droite à gauche), avec un vocabulaire dérivé du persan.
La syntaxe et les verbes des deux langues sont issus du sanskrit, ce qui rend les deux langues mutuellement compréhensibles à l'oral dans leur version familière où elles partagent une partie de leurs vocabulaires. Néanmoins, la sanskritisation du hindi et la persanisation de l'ourdou depuis la partition de 1947 dans les écoles et institutions respectives des deux pays ne permettent plus une aussi grande compréhension entre les locuteurs des deux langues. Ceci est plus vrai entre locuteurs pakistanais et indiens, qu'entre locuteurs hindiphones et ourdouphones d'Inde, où les influences de l'hindi, de l'ourdou et de l'hindoustani s'interposent mutuellement sur la population.
De nos jours, le hindi et ses « dialectes » tels que le bhojpuri sont parlés par au moins un milliard d'habitants dans le monde, principalement en Inde, au Népal et par la diaspora nord-indienne, comme à Maurice. Aussi, un locuteur du hindi communique aisément avec un locuteur de l'ourdou, les deux idiomes pouvant être considérées comme deux variétés d'une seule et même langue, l'hindoustani. Les différences autres que l'écriture apparaissant surtout dans le contexte du registre littéraire ou soutenu.

## Phonologie et écriture
L'écriture devanāgarī, de type alphasyllabaire, est constituée de signes consonantiques comportant une voyelle inhérente, susceptible d'être modifiée ou supprimée par des signes annexes. Le tableau ci-dessous récapitule les voyelles en forme pleine et avec leur forme abrégée (signe diacritique ou mātrā, मात्रा) accolée à la consonne /p/.
| Forme pleine | Forme abrégée (mātrā, मात्रा) avec प् | Phonème (API) | Prononciation avec /p/ | Romanisation IAST | Romanisation ITRANS | Équivalent français |
| अ            | प                                 | /ə/           | /pə/                   | a                 | a                   | (brève) schwa : je ou de — mais sans arrondir les lèvres |
| आ            | पा                                 | /ɑː/          | /pɑː/                  | ā                 | A                   | (longue) Voyelle ouverte postérieure non arrondie : comme le a de bas |
| इ            | पि                                 | / i /         | /pi/                   | i                 | i                   | (brève) Voyelle fermée antérieure non arrondie : comme le i de vision, mais bref                                                                                          |
| ई            | पी                                 | /iː/          | /piː/                  | ī                 | I                   | (longue) Voyelle fermée antérieure non arrondie : comme ie dans chimie |
| उ            | पु                                 | /u/           | /pu/                   | u                 | u                   | (brève) Voyelle fermée postérieure arrondie : comme le ou de goulot, mais bref                                                                                            |
| ऊ            | पू                                 | /uː/          | /puː/                  | ū                 | U                   | (longue) Voyelle fermée postérieure arrondie : comme le ou de ours |
| ए            | पे                                 | /eː/          | /peː/                  | e                 | e                   | (longue) Voyelle mi-fermée antérieure non arrondie : comme le é de café                                                                                                   |
| ऐ            | पै                                 | /æː/          | /pæː/                  | ai                | ai                  | (longue) Voyelle mi-ouverte antérieure non arrondie : comme le è de très, mais long                                                                                       |
| ओ            | पो                                 | /oː/          | /poː/                  | o                 | o                   | (longue) Voyelle mi-fermée postérieure arrondie : comme le eau de beau |
| औ            | पौ                                 | /ɔː/          | /pɔː/                  | au                | au                  | (longue) Voyelle mi-ouverte postérieure arrondie : comme le o de pomme, mais long                                                                                         |
| ऋ            | पृ                                 | /ri/          | /pri/                  | ṛ                 | R                   | (brève) Consonne spirante rétroflexe sonore comme une consonne syllabique ; la prononciation originale a été perdue et ce phonème n'est plus considéré comme syllabique.) |

? Prononciation courante des principales voyelles (dans l'ordre : अ, आ, इ, ई, उ, ऊ, ए, ऐ, ओ, औ, अं, अः) [Fiche]
Le tableau ci-dessous indique l'ordre traditionnel du sanskrit et du hindi avec les équivalents en français. Chaque consonne indiquée ci-dessous est considérée comme suivie de sa voyelle inhérente « neutre » schwa (/ə/), et est nommée comme telle. La prononciation est indiquée à l'aide de l'alphabet phonétique international (API).
| Occlusives  |                           |                                              |                              |                                             |                               |
|             | Non-aspirée sourde        | Aspirée sourde                               | Non-aspirée sonore           | Aspirée sonore                              | nasale                        |
| Vélaires    | क /kə/ ; français : clair | ख / kʰə / ; /k/ avec une bouffée de souffle  | ग / gə / ; français : garçon | घ / gʱə / ; /g/ avec une bouffée de souffle | ङ / ŋə / ; français : parking |
| Palatales   | च /t͡ʃ/ ; français : match | छ / t͡ʃʰə/ ; /t͡ʃ/ avec une bouffée de souffle | ज /d͡ʒ/ ; ≈ anglais : jam     | झ /d͡ʒʱə/ ; /d͡ʒ/ avec une bouffée de souffle | ञ /ɲə/ ; français : signe     |
| Rétroflexes | ट /ʈə/                    | ठ /ʈʰə/ ; /ʈ/ avec une bouffée de souffle    | ड /ɖə/                       | ढ /ɖʱə/ ; /ɖ/ avec une bouffée de souffle   | ण /ɳə/                        |
| Dentales    | त /t̪ə/ ; français : toute | थ /t̪ʰə/ ; /t̪/ avec une bouffée de souffle    | द /d̪ə/ ; français : double   | ध /d̪ʱə/ ; / d̪/ avec une bouffée de souffle  | न /nə/ ; français : notre     |
| Labiales    | प /pə/ ; français : plus  | फ /pʰə/ ; /p/ avec une bouffée de souffle    | ब /bə/ ; français : bonne    | भ /bʱə/ ; /b/ avec une bouffée de souffle   | म /mə/ ; français : maison    |

| Non occlusives/sonores |                             |                                      |                           |                          |
|                        | Palatale                    | Rétroflexe                           | Dentale/ Alvéolaire       | Labiale/ Glottale        |
| Spirante               | य /jə/ ; français : yoga    | र /rə/ ; français : rose, mais roulé | ल /lə/ ; français : livre | व /ʋə/ ; français : vase |
| Sifflante/ Fricative   | श /ʃə/ ; français : chanter | ष /ʂə/ ; français : chanter          | स /sə/ ; français : salut | ह /hə/ ; français : ha   |

? Prononciation courante des principales consonnes (dans l'ordre : क, ख, ग, घ, च, छ, ज, झ, ञ, ट, ठ, ड, ढ, ण, त, थ, द, ध, न, प, फ, ब, भ, म, य, र, ल, व, स, श, ष, ह, ड़ ou ळ, क्ष, ज्ञ) [Fiche]
Les sons avec nukhta :
| Alphabet (Phonème API) | Exemple | Description hindi      | Description française                | Lettre de base |
| क़ (/q/)                | क़त्ल     | अघोष अलिजिह्वीय स्पर्श        | Stop uvulaire sourde                 | क (/k/)        |
| ख़ (/x/ ou /χ/)         | ख़ास      | अघोष अलिजिह्वीय या कण्ठ्य संघर्षी | Fricative uvulaire ou vélaire sourde | ख (/kʰ/)       |
| ग़ (/ɣ/ ou /ʁ/)         | ग़ैर      | घोष अलिजिह्वीय या कण्ठ्य संघर्षी  | Fricative uvulaire ou vélaire sonore | ग (/g/)        |
| फ़ (/f/)                | फ़र्क     | अघोष दन्त्यौष्ठ्य संघर्षी       | Fricative labio-dentale sourd        | फ (/pʰ/)       |
| ज़ (/z/)                | ज़ालिम     | घोष वर्त्स्य संघर्षी          | Fricative alvéolaire voisée          | ज (/d͡ʒ/)       |
| ड़ (/ɽ/)                | पेड़      | अल्पप्राण मूर्धन्य उत्क्षिप्त    | Battue rétroflexe non aspirée        | ड (/ɖ/)        |
| ढ़ (/ɽʰ/)               | पढ़ना     | महाप्राण मूर्धन्य उत्क्षिप्त     | Battue rétroflexe aspirée            | ढ (/ɖʱ/)       |

## Ligatures (consonnes conjointes)

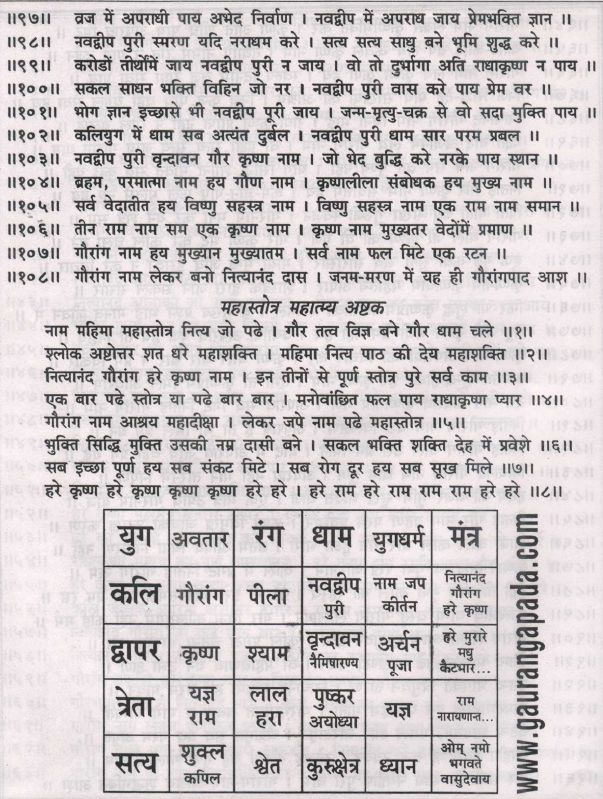
Texte rédigé en devanagari

## Lexique
Le lexique de hindi comporte les mots natifs qui sont dérivés du sanskrit au moyen des prâkrits, les emprunts sanskrits, les emprunts persans et arabes, et les emprunts anglais. Généralement, les mots persans et arabes non techniques sont plus familiers et plus connus que les mots empruntés directement au sanskrit. Cependant depuis la partition, on note une réelle sanskritisation de la langue écrite, particulièrement dans la presse et dans les ouvrages savants.

## Adjectifs numéraux cardinaux
Le hindi présente la particularité d'avoir des adjectifs numéraux cardinaux (chiffres et nombres) tous différents de 0 à 100. Même si certains éléments sont récurrents, 45, par exemple, ne pourra se déduire ni de 5, ni de 40, ni de 25 ou 35. En d'autres termes, il faut les apprendre individuellement.
La nasalisation se marque soit par un point au-dessus de la voyelle : anusvāra exemple पंद्रह pandrah ou par un signe ँ au-dessus de la lettre : candrabindu (चन्द्रबिन्दु)(exemple : पँ prononcé « pan »). L'anusvara peut être remplacé par un demi N दन्त dant ou दंत dant : dent
0:०  -  1:१  -  2:२  -  3:३  -  4:४  -  5:५  -  6:६  -  7:७  -  8:८  -  9:९
1: एक  -  2: दो  -  3: तीन  -  4: चार  -  5: पाँच   -  6:छ   -  7: सात
8: आठ  -  9: नौ  -  10: दस  -  11: ग्यारह  -  12: बारह  -  13: तेरह
14: चैदह  -  15: पंद्रह  -  16: सोलह  -  17: सत्रह  -  18: अठारह
19: उन्नीस  -  20: बीस  -  21: इक्कीस  -  22: बाईस  -  23: तेईस
24: चौबीस  -  25: पच्चीस  -  26: छब्बीस  -  27: सत्ताईस
28: अट्ठाईस  -  29: उनतीस  -  30: तीस  -  31: इकत्तीस  -  32:बत्तीस
33: तैंतीस  -  34: चौंतीस  -  35: पैंतीस  -  36: छत्तीस  -  37: सैंतीस
38: अड़तीस  -  39: उनतालीस  -  40: चालीस  -  41: इकतालीस
42: बयालीस  -  43: तैंतालीस  -  44: चवालीस  -  45: पैंतालीस
46: छयालीस  -  47: सैंतालीस  -  48: अड़तालीस  -  49: उनचास
50: पचास  -  51:इक्यावन  -  52: बावन  -  53: तिरपन
54: चौवन  -  55: पचपन  -  56: छप्पन  -  57: सत्तवन
58: अट्ठावन  -  59: उनसठ  -  60: साठ  -  61: इकसठ  -  62: बासठ
63: तिरसठ  -  64: चौसठ  -  65: पैंसठ  -  66: छियासठ  -  67: सड़स
68: अड़सठ  -  69: उनहत्तर  -  70: सत्तर  -  71: इकहत्तर  -  72: बहत्तर
73: तिहत्तर  -  74: चौहत्तर  -  75: पचहत्तर  -  76: छिहत्तर
77: सतहत्तर  -  78: अठहत्तर  -  79: उनासी  -  80: अस्सी
81: इक्यासी  -  82: बयासी  -  83: तिरासी  -  84: चौरासी
85: पचासी  -  86: छियासी  -  87: सतासी  -  88: अठासी
89: नवासी  -  90: नब्बे  -  91: इक्यानवे  -  92: बानवे
93: तिरानवे  -  94: चौरानवे  -  95: पचानवे  -  96: छियानवे
97: सत्तानवे  -  98: अट्ठानवे  -  99: निन्यानवे  -  100: सौ
101: एक सौ एक  -  1000: हज़ार  -  100 000: लाख
10 000 000: करोड़

## Ressemblances lexicales avec le français
Malgré la distance qui sépare la France du sous-continent indien, certains mots en hindi ressemblent beaucoup au français, car ces deux langues, la première (surtout issue du sanskrit), et la seconde (surtout issue du latin), sont indo-européennes et ont donc des origines linguistiques communes. « Je », « moi » se dit mai (mè), « lèvre » lab, « tu » tū, « meurs » mar, « mère » mā, « quoi » kyā, « deux » do, « sept » sāt, « neuf » nau, « dix » das, « donner » dena, « nez » nak, « nom » nam, « divin » déva, « jalouse » jale.

## Emprunts en français
On trouve en français quelques mots issus du hindi, notamment « bégum », « bungalow », « nabab », « jungle », « punch », « pyjama », « shampooing », « calicot », « palanquin », « bonduc », « candi », « véranda », « gymkhana », « khaki », « chutney », « achards » (à l'île de la Réunion). La plupart ont été introduits par l'intermédiaire de l'anglais, du portugais ou de l'arabe, comme « avatar ». Certains mots, plus anciens, remontent à la colonisation française en Inde, avant 1757, quand la France était influente sur de vastes territoires indiens.

## Phrases communes
| Français              | Hindi (translittération)               | Hindi (devanagari)     |
| --------------------- | -------------------------------------- | ---------------------- |
| Hindi                 | hindī                                  | हिन्दी                    |
| Français              | fransīsī                               | फ़्राँसीसी                   |
| Oui                   | hān / dji / dji hān                    | हाँ                      |
| Vous / Tu             | āp (vouvoiement différent du français) | आप                     |
| Tu                    | tum (Informel)                         | तुम                     |
| Tu                    | tū (intime, parfois péjoratif)         | तू                      |
| Non                   | nahīn                                  | नहीं                     |
| Bonjour               | namaste, namaskār                      | नमस्ते, नमस्कार            |
| Au revoir             | namaste                                | नमस्ते,                  |
| Comment allez-vous ?  | āp kaise hain ?                        | आप कैसे हैं?               |
| À plus tard !         | phir milenge                           | फिर मिलेंगे                 |
| Merci                 | dhanyavād, shukriyā                    | धन्यवाद, शुक्रिया            |
| Je suis désolé        | kshamā kījiye, (aussi māf kījiye)      | क्षमा कीजिये (माफ कीजिये)       |
| Pourquoi ?            | kyon?                                  | क्यों?                    |
| Qui ?                 | kaun?                                  | कौन?                    |
| Quoi ?                | kyā?                                   | क्या?                    |
| Quand ?               | kab?                                   | कब?                    |
| Où ?                  | kahān?                                 | कहाँ?                    |
| Comment ?             | kaise?                                 | कैसे?                    |
| Combien ?             | kitne?                                 | कितने?                   |
| Je ne comprends pas   | maiṃ samjhā nahīn                      | मैं समझा नहीं               |
| Aidez-moi !           | meri madad kījiye / sahāyatā kījie!    | मेरी मदद कीजिये / सहायता कीजिये  |
| Parlez-vous anglais ? | kyā āp angrezī bolte hain?             | क्या आप अंग्रेज़ी बोलते हैं?      |
| Quelle heure est-il ? | samay kyā huā? / kitne baje hain?      | समय क्या हुआ? / कितने बजे हैं? |
| Je ne sais pas        | mujhe nahīn patā                       | मुझे नहीं पता               |

## Locuteurs
Le hindi est parlé dans plusieurs États du Nord. Ces derniers forment un ensemble régional que l’on appelle la « Hindi Belt » (ceinture hindie) et dans lequel le hindi peut être considéré comme la langue maternelle de la grande majorité des habitants. Du moins, l'hindoustani, puis l'hindi, s'est progressivement imposé dans cette région comme langue véhiculaire et désormais vernaculaire, à partir du XIXe siècle. Il y concurrence dans l'usage de nombreuses autres langues ou dialectes à portée plus régionales (telles que le marwari, l'haryanvi, les langues dites pahari, le braj, l'awadhi ou encore le bhojpuri), qui en sont toutes considérés officiellement comme des dialectes, bien que les écarts avec l'hindi puissent être plus-ou-moins importants.
C'est la langue officiellement adoptée dans la Constitution pour les îles Andaman et Nicobar, pour le Bihar, Chandigarh, le Chhattisgarh, Delhi, l'Haryana, l'Himachal Pradesh, le Jharkhand, le Madhya Pradesh, le Rajasthan, l'Uttar Pradesh et l'Uttarakhand. C'est l'une des vingt-deux langues de la Constitution indienne (assamais, bengali, bodo, dogri, gujarati, hindi, kannada, cachemiri, konkani, maïthili, malayalam, manipuri (meitei), marathi, népalais, oriya, pendjabi, sanskrit, santali, sindhi, tamoul, télougou, et ourdou). Le hindi, associé à l'anglais, est aujourd'hui la langue officielle de l'Union indienne. Après la partition en 1947, l'anglais devait demeurer la langue officielle à titre provisoire durant 15 ans et être progressivement remplacé par le seul hindi. Rencontrant une forte opposition des États dravidophones (dans le sud du pays), particulièrement au Tamil Nadu et handicapé par sa difficulté à moderniser son lexique et sa syntaxe, le hindi n'a pu se substituer à l'anglais et n'a pu se diffuser dans tous les États de l'Union indienne. Bien que n’étant plus à parité avec le hindi depuis 1965, l’anglais a retrouvé aujourd’hui une place essentielle. En effet, l'ouverture de l'industrie indienne vers le monde extérieur depuis les années 1990 et la mondialisation de l'économie rendent les projets de son élimination inenvisageables.
L'intercompréhension entre un locuteur du hindi et de l'ourdou se passe généralement très bien, et globalement, il n'y a pas de problème de compréhension entre les deux locuteurs, sinon des accents régionaux souvent très prononcés. La principale différence est que l'ourdou fait des emprunts abondants au persan, à l'arabe et plus rarement aux langues turciques (surtout au djaghataï), donnant un vocabulaire désormais perçu comme « islamisant », et de moins en moins courant hors des milieux initiés à l'ourdou. À l'inverse, l'hindi standardisé s'essentialise dans un vocabulaire d'emprunt issu du sanskrit (langue perçue comme « hindouisante »), un langage savant parfois bien distant de l'hindi populaire et dont la maîtrise passe davantage par son apprentissage. La différence la plus notable est l'écriture des deux langues avec deux alphabets différents (alphabet arabe pour l'ourdou et devanagari pour le hindi). Donc, les deux langues — souvent considérées comme deux variantes d'une seule et même langue, l'hindoustani — sont intercompréhensibles par plus d'un milliard d'individus, ce qui la rapproche du chinois mandarin et ses multiples dialectes, parlés par plus de 1,3 milliard de personnes (mais le chinois et ses dialectes s'écrivent de manière unique).
Avec l'enseignement du hindi qui se développe, surtout dans les états du sud de l'Inde, cette langue pourrait être comprise, et parlée à des degrés divers par environ 80 à 85 % de la population Indienne, en 2050. En 2013, le hindi était déjà la langue maternelle de 230 millions d'Indiens, et parlée en seconde langue entre environ 230 millions de personnes, et jusqu'à 460 millions de personnes, ce qui signifierait que déjà, en 2013, entre 460 millions et 690 millions de personnes, pourraient parler à des degrés divers le hindi, soit entre 30 % de la population pour le taux le plus bas, et plus de 50 % de la population, pour le taux le plus haut (sans compter les locuteurs du ourdou). Globalement, d'ici à 2025, au moins un citoyen Indien sur deux serait en mesure de parler à des degrés divers le hindi, ce qui en ferait donc la première langue véhiculaire de l'Inde, loin devant l'anglais, parlé par 1 % des Indiens, et compris ou parlé à des degrés divers par environ 9 % de la population. Il n'y a en Inde que 300 000 locuteurs de langue maternelle anglaise.